# 大阪府道・京都府道71号枚方山城線

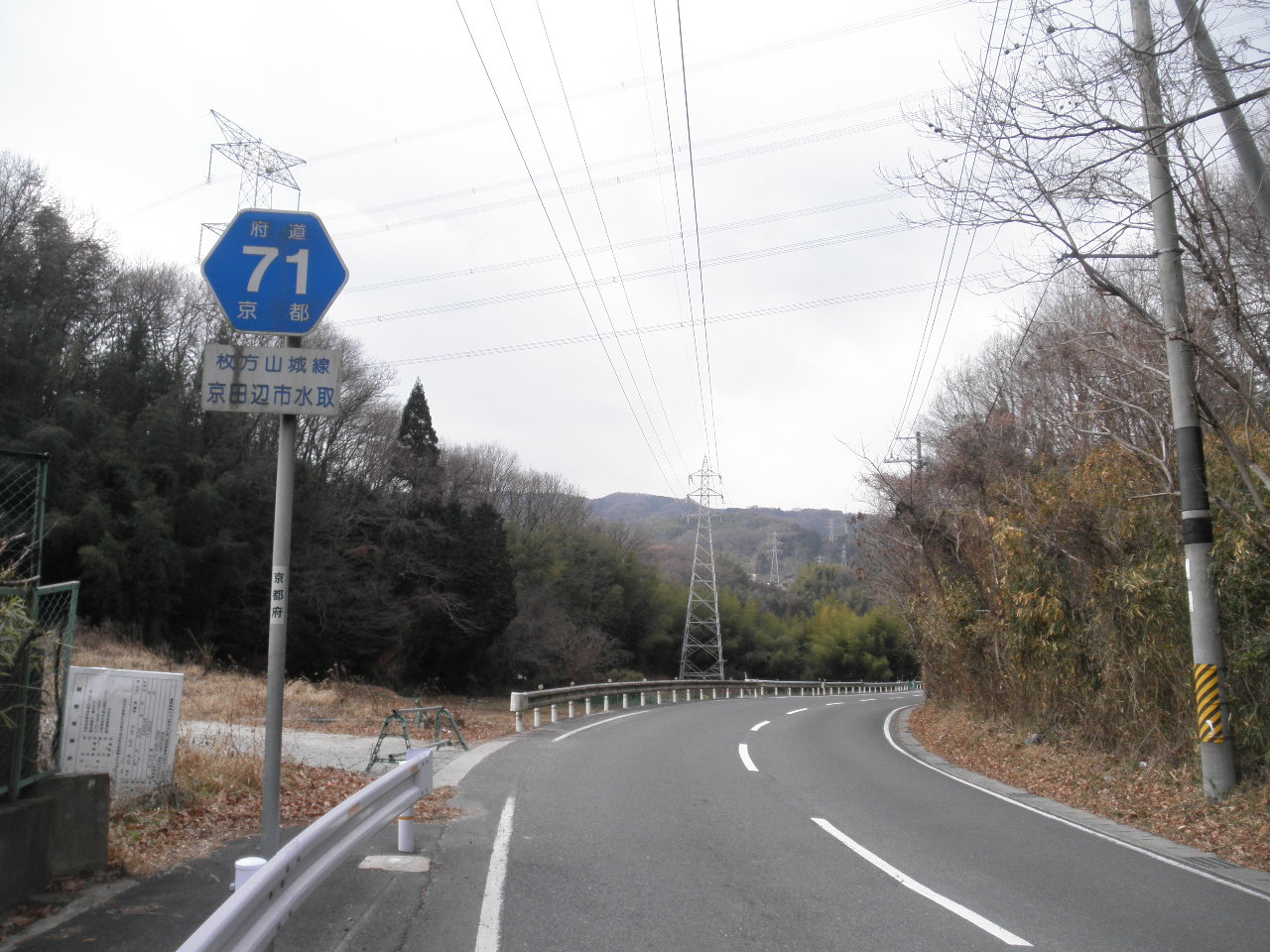
路線番号標識（2012年1月、京田辺市にて）

大阪府道・京都府道71号枚方山城線（おおさかふどう・きょうとふどう71ごう ひらかたやましろせん）は、大阪府枚方市から京都府木津川市に至る府道（主要地方道）である。

## 概要
大阪府北東の枚方市東部から京都府相楽郡精華町を経由して木津川市山城町の棚倉地区とを結び、京奈和自動車道精華下狛ICや関西文化学術研究都市へのアクセス道路として重要な幹線道路である。京都府と大阪府を往来する府道としては南端に位置する。

### 路線データ
- 起点 : 大阪府枚方市大字尊延寺3000番地1[2]
- 終点 : 京都府木津川市[3]山城町平尾不知田（平尾交差点）
- 重要な経過地 : なし
- 路線延長 : 10.5545 km
  - 大阪府管理延長 : 2.0306 km[4][リンク切れ][2][注釈 1]
  - 京都府管理延長 : 8.5239 km[5]

## 歴史
本路線は、道路法（昭和27年法律第180号）第7条の規定に基づき、一般府道として認定された枚方精華線と精華山城線を前身としている。同法第56条の規定に基づき、1993年の第6次主要地方道指定時に両路線を併せて主要地方道として指定された。

### 年表
前身の一般府道枚方精華線（大阪府枚方市 - 京都府相楽郡精華町）、一般府道精華山城線（京都府相楽郡精華町 - 同郡山城町）
- 1959年（昭和34年）
  - 12月1日 - 大阪府が枚方精華線（整理番号16）を府道路線に認定[6]。
  - 12月16日 - 京都府が枚方精華線（整理番号一般府道97）および精華山城線（整理番号一般府道98）をそれぞれ府道路線に認定[7][注釈 2]。
- 1977年（昭和52年）4月1日 - 京都府が府道番号ヘキサを導入。
- 1984年（昭和59年）3月1日 - 大阪府の府道番号ヘキサ導入により府道番号が設定され、大阪府道153号になる。
- 1993年（平成5年）5月11日 - 建設省（当時）が府道枚方精華線と府道精華山城線をもって枚方山城線として主要地方道に指定[8]。
- 1994年（平成6年）4月1日
  - 大阪府が府道枚方精華線を廃止[9]。
  - 京都府が府道枚方精華線および府道精華山城線を廃止[10]。

現行の主要地方道枚方山城線
- 1994年（平成6年）4月1日 - 大阪府および京都府が枚方山城線として府道路線に認定。両府で整理番号を71とする[11][12]。
- 2009年（平成21年）4月3日 - 終点の相楽郡山城町の市町村合併に対応し、終点を木津川市に変更する[3]。
- 2011年（平成23年）4月1日 - 起点で接続する国道307号の経路変更に伴い、起点位置を氷室交差点から大字尊延寺の府道17号起点に変更[2]。

## 路線状況
旧起点の延長上には、国道307号杉1丁目交差点や国道1号池之宮北交差点があり、大阪方面から京奈和自動車道や山手幹線、そして国道24号への抜け道として機能している。峠が府境になっており、京都府側には急カーブも存在するが、小さな峠越えと住宅街の路地を行く狭隘区間が残存している陸上自衛隊祝園分屯地付近から精華町中心部の府道22号交点を除けば概ね両側2車線に改良されている。
府道22号の交点から東側の区間は、かつての府道精華山城線の区域である。認定当初は、祝園駅北方にある精華町の消防本部前交差点から東進して学研都市線と近鉄京都線を踏切で渡り、屈曲しつつ1972年に竣工した開橋に接続していたが、山手幹線と周辺のバイパス道路や2005年に供用を開始した平尾バイパスなど、順次改良工事に着手した。その結果、いち早く改良工事を実施していた開橋の東詰において、右折レーンが未整備であった開橋交差点での右折待ち渋滞がボトルネックとなったため、渋滞解消のために開橋交差点に右折レーンを追加する改良工事を進め、2012年6月15日に供用を開始した。

### 重複区間
- 京都府道65号生駒井手線（京都府京田辺市・水取地蔵講 - 水取車谷）
- 京都府道22号八幡木津線 山手幹線（京都府相楽郡精華町・大字北稲八間小字稲葉 - 大字北稲八間小字野田）

### 道路施設

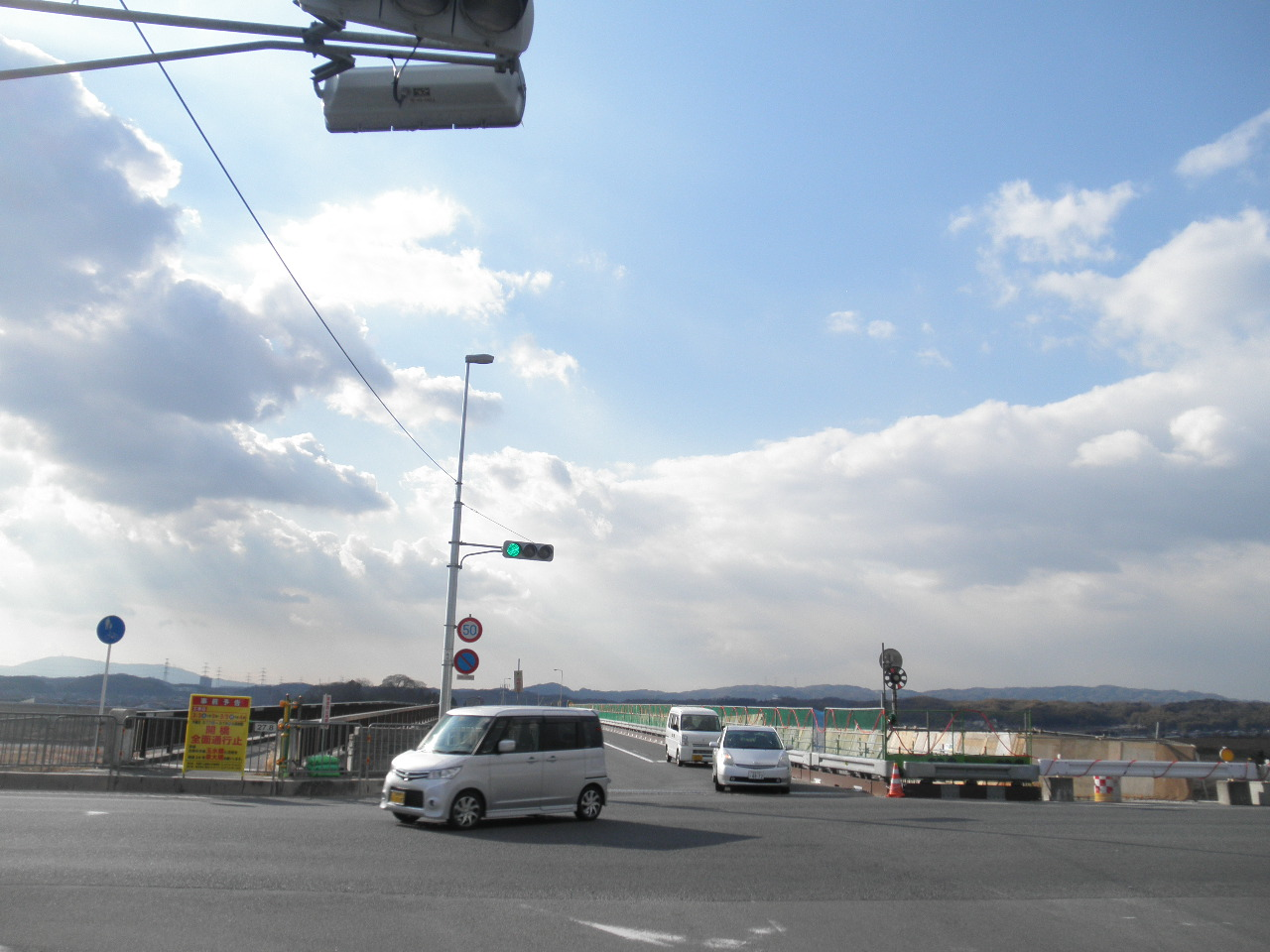
改良工事中の開橋交差点（2012年1月）

開橋
1972年3月に竣工した木津川を跨ぐ延長510mの橋。

## 地理
枚方市から精華町にかけては、何度か峠を越えて南東へ向かう。精華町から木津川市にかけては東へ向かい、木津川を渡る。

### 通過する自治体
- 大阪府
  - 枚方市
- 京都府
  - 京田辺市 - 相楽郡精華町 - 木津川市[注釈 3]

### 交差する道路
- 国道307号（大阪府道17号枚方高槻線 重複）（枚方市大字尊延寺、起点）
- 京都府道65号生駒井手線（京田辺市水取地蔵講）
- 京都府道65号生駒井手線（京田辺市水取梅ノ木峠）
- 京都府道22号八幡木津線 山手幹線（相楽郡精華町大字北稲八間小字稲葉）
- 京都府道22号八幡木津線（相楽郡精華町大字下狛小字井堀）
- 国道24号（木津川市山城町平尾開キ・開橋交差点）
- 京都府道70号上狛城陽線（木津川市山城町平尾不知田・平尾交差点、終点）

### 沿線
自然
- 木津川

官公庁・公共施設
- 枚方市東部清掃工場
- 陸上自衛隊祝園分屯地
- 西部塵埃処理組合打越台環境センター
- 精華町役場
- 精華町消防署
- 木津川市山城総合文化センターアスピアやましろ

教育
- 関西外国語大学学研都市キャンパス
- 関西外国語大学短期大学部穂谷キャンパス
- 京都府立大学精華キャンパス・附属農場

鉄道
- JR学研都市線
  - 祝園駅
- 近鉄京都線
  - 新祝園駅
- JR奈良線
  - 棚倉駅

企業
- 岡山県貨物運送(オカケン) 枚方支店
- 昭和起重機製作所 京都工場

余暇
- 和幸カントリー倶楽部